# 움베르토 1세
움베르토 1세(이탈리아어: Umberto I, 1844년 3월 14일 ~ 1900년 7월 29일)는 이탈리아의 국왕으로 1844년에 사르데냐 왕국의 피에몬테 토리노에서 태어났다.
움베르토는 고립 상태에서 벗어나 1882년에 오스트리아, 독일과 3국 동맹을 체결했다. 1866년에 오스트리아와도 전쟁을 했으며, 1878년 1월 9일에 비토리오 에마누엘레 2세의 뒤를 이어 이탈리아 왕국의 2대 국왕으로 즉위했다.
그리고 아프리카에 식민지를 건설하려고 제1차 이탈리아-에티오피아 전쟁을 일으켜 에티오피아를 정복하려했으나 1896년 아도와 전투에서 에티오피아군에게 패배함으로써 이탈리아의 아프리카 식민지 개척은 끝이났다. 또한 사회불안이 심해지자 1898년 계엄령을 선포하고 밀라노를 탄압했다.
이러한 혼란 속에서 움베르토 1세는 1900년 7월 29일 체육대회 연설을 위해 이탈리아 몬차로 갔다가 무정부주의자 G. 브래시의 총에 맞아 암살당했다.

## 왕과 닮은 사람
움베르토 1세가 이탈리아 몬차로 가서 한 레스토랑에 있을 때 움베르토는 너무나도 자신과 똑같은 사람을 만났다. 그 사람도 이름이 '움베르토'였으며, 태어난 날과 결혼한 날도 똑같았고 움베르토 1세가 왕위에 오를 때 그 사람은 레스토랑을 개장했다.
이렇게 너무나도 똑같은 사람을 본 움베르토 1세는 그 사람에게 큰 직위를 주려고 했다. 그러나 다음 날 움베르토 1세는 그 레스토랑에 가 보니 그와 똑같았던 움베르토가 총에 맞아 죽었다는 소식을 듣었다. 움베르토 1세는 그의 장례식장에 가다가 결국 G. 브래시에게 자신과 똑같았던 움베르토처럼 총에 맞아 죽었다는 야화도 전해진다.